# Flor de Copán
Flor de Copán is een merk van met de hand gemaakte longfillersigaren uit Honduras.  Deze sigaren worden geproduceerd sinds 1999 te Santa Rosa de Copán, nabij de grens van Guatemala en El Salvador.
De sigaar heeft een medium-sterke smaak.

## Types
- Gordito - 4 3/4 x 55 - robusto
- Demi-tasse - 5 x 30 - demi-tasse

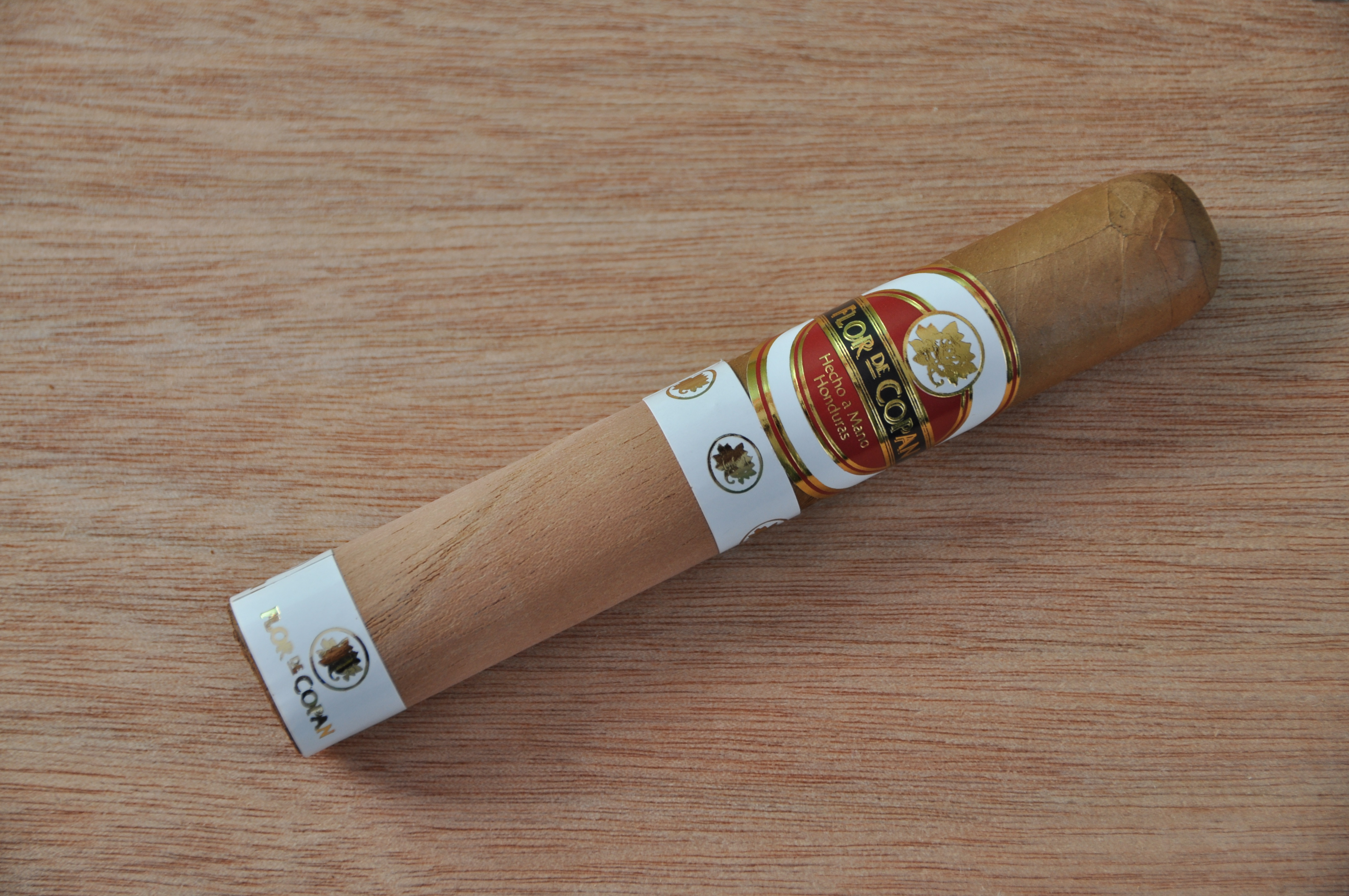
Flor de Copán - Rothschild - Long filler sigaar

- Petit Corona - 5 x 44 - petit corona
- Robusto - 5 x 50 - robusto
- Rothchild - 5 x 50 - robusto
- Corona - 5 1/2 x 44 - corona
- Torbusto - 5 1/2 x 60 - perfecto
- Cigarillo - 5 3/4 x 38 - cigarillo
- Double corona - 6 x 50 - double corona
- Toro - 6 x 50 - toro
- Belicoso - 6 x 54 - belicoso
- Monarcas Tube - 6 1/2 x 50 - churchill
- Habano N°2 - 6 1/8 x 52 - toro
- Churchill - 7 x 48 - double corona

De rothchild-, demi-tasse-, corona- en churchill-uitvoeringen zijn voorzien van een cederhouten omhulsel.